# كازا (تطبيق)
كازا (تطبيق) (بالصيغة السابقة "KaZaA" ولكن تم كتابتها لاحقا"Kazaa") هو تطبيق مشاركة ملفات النظير للنظير باستعمال بروتوكول FastTrack المرخص من Joltid Ltd، ويعمل تحت مسمى كازا من قبل شركة شارمان.

## نبذة
تم ترخيص التطبيق كخدمة اشتراك قانونية للموسيقى تقدمها شركة Atrinsic, Inc، ووفقا لأحد مطوريها يان تالين، تنطق كازاka-ZAH (/kəˈzaː/). تم استعمال Kazaa Media Desktop بصورة شائعة في تبادل ملفات الموسيقى MP3 والأنواع الأخرى من الملفات، مثل مقاطع الفيديو والتطبيقات والمستندات عبر الإنترنت. ويمكن لعامله التنزيل مجانا، إلا أنه تم تجميعه مع برمجية الإعلانات المدعومة، وقد تم إيجاد تحذيرات لفترة حول «إنعدام برنامج التجسس» في موقع كازا الإلكتروني. وخلال سنوات عمله تعرضت شركة شارمان وشركائها التجاريين وكذلك موظفيها لدعاوى قضائية بشأن حقوق الطبع والنشر للمحتوى الموزع عبر التطبيق على بروتوكول فاست تراك. وبحلول أغسطس 2012، لم يعد موقع كازا الإلكتروني نشطًا.

## تاريخ
تم ابتكار وتطوير كازا و FastTrack في الأصل من قبل مبرمجين من إستونيا وتحديدا من BlueMoon Interactive ومن ضمنهم يان تالين الذي باعها لكل من السويدي نيكلاس زينشتروم والدنماركي يانوس فريس اللذان عملا لاحقا على إنشاء سكايب ومن بعده جوست و Rdio. وقد تم تقديم كازا من قبل الشركة الهولندية Consumer Empowerment، وذلك في  مارس عام 2001. وباقتراب نهاية الجيل الأول من الشبكات التناظرية التي عرفت بإغلاق نابستر في يوليو 2001، كان سكايب مبنيا بذاته على خلفية كازا التناظرية التي أتاحت للمستخدمين إجراء المكالمات من خلال الربط المباشر بينهم.
في بادئ الأمر كان بعض المستخدمين لشبكة كازا مستخدمين أيضاً لبرنامج مورفيوس الذي كان متاحا سابقا من ميوزك سيتي، وفي نهاية المطاف، أصبح عامل كازا الرسمي أوسع انتشارا. وفي فبراير عام 2002 عندنا أخفق مطورو مورفيوس في دفع رسوم الترخيص، استخدم المطورون في كازا قدرة التحديث التلقائي لاستبعاد عاملاته، وذلك بتغيير البروتوكول، وقد أصبحت فيما بعد عاملا لشبكة جنوتيلا.

## قضايا
تم رفع دعوى قضائية ضد منظمة تمكين المستهلكين في هولندا في عام 2001 من قبل هيئة نشر الموسيقى الهولندية، Buma/Stemra وقد أمرت المحكمة مالكي شركة كازا باتخاذ إجراءات لمنع مستخدميها من انتهاك حقوق النشر، وإلا ستدفع غرامة كبيرة. وفي أكتوبر عام 2001 تم رفع دعوى قضائية ضد المنظمة نفسها، وذلك من قبل أعضاء صناعة الموسيقى والأفلام في الولايات المتحدة. وردا على ذلك، باعت منظمة تمكين المستهلك تطبيق كازا لشركة شارمان التي يقع مقرها الرئيسي في أستراليا، وقد تم تأسيسها في فانواتو. وفي اواخر مارس عام 2002 أبطلت محكمة استئناف هولندية حكما سابقا وذكرت أن كازا ليست مسؤولة عن تصرفات مستخدميها. وقد خسرت Buma/Stemra حكم استئنافها أمام المحكمة الهولندية العليا في ديسمبر 2003.
وفي عام 2003 أجرت كازا صفقة مع التنت وشركة ستريم ويفز، وذلك سعيا لإلزام العملاء بالدفع، بمعنى جعلهم عملاء بالقانون. وقد عرض على الباحثين في كازا عينة مجانية مدتها 30 ثانية من الأغاني التي كانو يبحثون عنها، وتم توجيههم للاشتراك في خدمة ستريم ويفز ذات الميزات الكاملة.
ورغم ذلك، تمت مقاضاة شركة شارمان مالك كازا الجديد في لوس أنجلوس، وذلك من شركات التسجيل الكبرى واستوديوهات صناعة الأفلام ومجموعة من الناشرين للموسيقى. ومن المدعى عليهم في تلك القضية (كروكستور وميوزك سيتي وهم صناع برنامج مورفيوس لمشاركة الملفات) وقد كسبوا الحكم في البداية ضد المدعين في الحكم العاجل. (وانضمت شركة شارمان للقضية بعد فوات الأوان للاستفادة من الحكم). وقد تم تأييد الحكم الموجز من قبل محكمة استئناف الدائرة التاسعة، ولكن تم نقضه بإجماع من المحكمة العليا للولايات المتحدة في قرار بعنوان MGM Studios, Inc. v. Grokster, Ltd
ومن بعد ذلك الحكم لصالح تسميات المدعي والاستوديوهات،  أوشك جروكسترعلى حسم نتيجة القضية تقريباً. وفيما بعد بوقت قصير في 27 يوليو 2006، تم الإعلان بأن شركة شارمان قد استقرت أيضا على مجال التسجيلات والعمل في استوديوهات صناعة الأفلام. وكجزء من تلك التسوية، وافقت الشركة على دفع 100 مليون دولار أمريكي كتعويض لأربع من الشركات الكبرى للموسيقى، وهي مجموعة يونيفرسال الموسيقية، وسوني بي إم جي، وإي إم آي، وأخيراً وارنر ميوزك، وكذلك مبلغ لم يكشف عنه للاستديوهات. وقد قبلت شركة شارمان أيضا على تحويل كازا إلى خدمة قانونية لتنزيل الموسيقى. ومثل المصممين للانتاجات الأخرى، تم عرض ملاك كازا إلى المحكمة من قبل هيئات نشر الموسيقى، وذلك لتقييد استخدامه في مشاركة المواد الخاضعة لحقوق التأليف والنشر.
وبينما كانت دعوة الولايات المتحدة لا تزال معلقة، بدأ العاملون في مجال التسجيلات باتخاذ إجراءات ضد شركة شارمان في مقرها. وفي فبراير 2004 أعلنت جمعية صناعة التسجيلات الأسترالية (ARIA) عن إجراءاتها القانونية الخاصة ضد كازا، وذلك بادعاء وقوع انتهاكات كبيرة لحقوق النشر، وقد بدأت المحاكمة في 29 نوفمبر 2004. وفي 6 فبراير 2005 تم مداهمة منزل اثنين من المدراء التنفيذيين لشركة شارمان وكذلك مكاتبها في أستراليا بموجب محكمة صادر عن أي ار أي أي لجمع أدلة للمحاكمة.
وقد أصدرت المحكمة الفيدرالية الأسترالية حكما شهيرا في 5 سبتمبر 2005، ينص على أن شركة شارمان وعلى الرغم من عدم إدانتها بانتهاك حقوق النشر، قد أعطت الصلاحية لمستخدمي كازا بتبادل الأغاني الخاضعة لحقوق التأليف والنشر بطريقة غير قانونية. وقضت المحكمة بأن ستة من المدعى عليهم بمن فيهم ملاك كازا وشركة  شارمان، ورئيس الشركة في سدني نيكي هيمينك، والشريك كيفن بيرمستر قد سمحوا بقصد لمستخدمين كازا بتبادل الأغاني الخاضعة لحقوق التأليف والنشر. وتم إلزام الشركة بتعديل البرنامج خلال شهرين (حكم يمكن تنفيذه في أستراليا فقط). وقد واجهت شركة شارمان والمجموعات الخمس الأخرى دفع ملايين الدولارات كتعويض لعلامات التسجيل التجارية التي سعت على الإجراءات القانونية.
وفي 5 ديسمبر 2005، منعت المحكمة الفيدرالية الأسترالية تنزيل كازا في أستراليا، وذلك إثر إخفاق شركة شارمان في تعديل برمجياتها بحلول الموعد النهائي في 5 ديسمبر. وتم استقبال المستخدمين الذين يحملون أي بي أسترالي برسالة«إشعار مهم: لا يسمح بتنزيل تطبيق كازا للمستخدمين في أستراليا»، وذلك عند زيارة موقع كازا الإلكتروني. وقد صممت شركة Sharman على الاستئناف ضد القرار الأسترالي، ولكنها حسمت القضية في النهاية كجزء من التسوية العالمية مع شركات التسجيل والاستوديوهات في الولايات المتحدة.
وفي مجموعة أخرى من القضايا المرتبطة، رفعت رابطة صناعة التسجيلات الأمريكية (RIAA) دعوى  ضد العديد من الأفراد الذين شاركوا عددا كبيرا من الملفات عبر كازا، وذلك في محكمة مدنية في سبتمبر 2003. وقد تمت تسوية أغلب هذه الدعاوى عن طريق المدفوعات النقدية بمتوسط 3000 دولار أمريكي. وردت شركة شارمان بدعوى قضائية ضد ار أي أ ا، بزعم انتهاك شروط استعمال الشبكة وكذلك العمل على برنامج عميل غير مصرح به (مثل كازا Lite، اطلع عليه بالأسفل) إذ تضمن استخدامه في التحقيق لتتبع مشاركي الملفات. وتم رفض محاولة لمنع هذه الدعوى في يناير 2004. إلا أنه تمت تسوية هذه الدعوى أيضا في 2006 (اطلع عليها بالأعلى). ومؤخرا، في مدينة دولوث بولاية مينيسوتا قاضت جمعية صناعة التسجيلات جيمي توماس راسيت، وهي أم عزباء تبلغ 30 عامًا، ففي 5 أكتوبر 2007 ألزمت السيدة توماس على الدفع لشركات التسجيلات الستة (سوني بي ام جي واريستا ريكوردز ال ال سي وإنترسكوب ريكوردز ويو ام جي ريكوردينك Inc. وتسجيلات كابيتول Inc. ووارنر بروس ريكوردز Inc.) بمبلغ 9,250 دولار أمريكي لكل من الأغاني التي يبلغ عددها 24 أغنية، وهي التي ركزوا عليها في هذه القضية. إذ تم اتهامها بمشاركة 1702 أغنية عبر حسابها في كازا، وربما تدين السيدة توماس بما يصل إلى نصف مليون دولار أمريكي، هذا ما عدا أتعاب المحاماة. وشهدت بأنه ليس لديها حساب في كازا، ولكن شهادتها كانت معقدة لأنها استبدلت القرص الصلب لحاسبها بعد إجراء التنزيل المدعو، وفي وقت متأخر عما أدلت به في الأصل في إفادة قبل المحاكمة.
استأنفت السيدة توماس الحكم وتم منحها محاكمة جديدة، وفي يونيو 2009 منحت هيئة المحلفين للمدعين من مجال صناعة التسجيلات حكما بمبلغ 80 ألف دولار لكل أغنية، أو 1.92 مليون دولار. ويعد هذا أقل من نصف الكلفة البالغة 150,000دولار والمفوضة بموجب القانون.
وأظهرت المحكمة الفيدرالية أن الحكم «هائل ومبالغ» فخفضته  إلى 54,000 دولار أمريكي. وعرضت رابطة صناعة التسجيلات الموافقة على تسوية بقيمة 25,000 دولار والتبرع بالأموال إلى الجمعيات الخيرية التي تدعم الموسيقيين. ومن الواضح أنه كان باستطاعة السيدة توماس نيل محاكمة ثالثة بشأن الأضرار. وفي نوفمبر 2010 تم إلزامها مجددا بدفع ثمن خرقها بمبلغ 62,500 دولار لكل أغنية، ليصبح المجموع 1.5 مليون دولار. وفي نهاية الأمر تحرى محاميها صدق الشرعية الدستورية للأضرار القانونية الكبيرة، إذ أن الأضرار الفعلية كانت ستبلغ 24 دولار.

## حزم البرمجيات الخبيثة
في 2006 عرفت منظمة StopBadware.org كازا بأنه أحد تطبيقات برامج التجسس. وقد حددت العناصر التالية:
- (برنامج تجسس) سايدور يجمع معلومات عن عادات تصفح جهاز الحاسب ويمررها إلى سطح مكتب وسائط سايدور.
- B3D (برامج للإعلانات المنبثقة): وظيفة تؤدي إلى إظهار النوافذ المنبثقة للإعلان عند وصول الحاسب إلى موقع ويب يقوم بتشغيل رمز B3D
- (برنامج للإعلانات المنبثقة) التنت شبكة لتوزيع الملفات الذهبية المدفوعة.
- ذا بست اوفرز (برنامج للإعلانات المنبثقة) يتتبع عادات تصفح المستخدمين واستخدام شبكة الإنترنت لعرض إعلانات مشابهة لاهتماماتهم.
- انستا فايندر (خاطف) يعد توجيه أخطاء كتابة عنوان URL إلى صفحته على الإنترنت بدلا من صفحة البحث الموحدة.
- توب سيرج (برنامج للإعلانات المنبثقة) يعرض الأغاني والوسائط المدفوعة المرتبطة ببحث كازا
- شريط أدوات ار اكس (برنامج تجسس) يراقب كل المواقع التي تمت زيارتها عبر متصفح الإنترنت من مايكروسوفت، كما يقدم روابط لمواقع المنافسين.
- نيونت (خاطف) مكون إضافي للمتصفح يسمح للمستخدمين بالوصول إلى العديد من الأسماء لنطاق المستوى الأعلى غير الرسمية، مثل chat و shop. وكان الهدف الأساسي من هذا هو بيع أسماء النطاقات مثل www.record.shop وهو في الواقع www.record.shop.new.net

(لم تسمح شركة آيكان بتسجيل طرف ثالث لنطاقات المستوى الأعلى العامة حتى 2012)

## مرحلة انتقالية
أنتهت القضايا القانونية في كازا بعد تسوية قدرها 100 مليون دولار كتعويضات لرابطة صناعة التسجيلات، وتم بيع كازا مع اسم النطاق لشركة بريلينت ديجيتال انترتيمنت. وتم تشغيل كازا فيما بعد كخدمة اشتراك شهري للموسيقى تتيح للمستخدمين تنزيل عدد غير محدود من الأغاني وذلك قبل إنهاء الخدمة أخيرا في 2012. ولم يعد الوصول إلى موقع كازا الإلكتروني متاحا بدأ من 2017. ولا تزال الشركة المذكورة سابقا تملك اسم النطاق.
ولا يزال بعض المستخدمين يعتمدون على الشبكة القديمة التي تحوي الإصدارات غير المصرح بها من كازا، إما كازا لايت أو كازا ريزوركشن والتي بقيت شبكة مكتفية بذاتها، إذ لا يزال الاف المستخدمين يشاركون الوسائط غير المقيدة عبرها. وقد ذكرت كازا هذه الحقيقة سابقا، وذلك عندما ادعوا أن شبكة فاست تراك التابعة لهم لم تكن مركزية (مثل خدمة نابستر القديمة) ولكنها عوضا عن ذلك عملت كرابط بين ملايين أجهزة الحاسب حول العالم.
وعلى الرغم من ذلك، بتأثير من الدعاية السيئة والقضايا فقد انخفض عدد المستخدمين على كازا لايت بنحو كبير، إذ تحول العدد من عدة ملايين من المستخدمين في فترة معينة إلى مجرد آلاف.
ومن غير مزيد من الاستعانة وحتى موعد تسوية الدعوى، رفعت رابطة صناعة التسجيلات الأمريكية دعوى ضد آلاف الأفراد والجامعات في كل أنحاء الولايات المتحدة، وذلك لمشاركة الموسيقى الخاضعة لحقوق الطبع والنشر عبر الشبكة. وقد تم استهداف الطلاب بالأخص، إذ تعرض معظمهم للتحذير بدفع غرامة تبلغ 750 دولار عن كل أغنية. وعلى الرغم من أن الدعاوى القضائية كانت بالأساس داخل الولايات المتحدة، إلا أنه ثمة دول أخرى بدأت تتبع خطاها. وعلى أي حال، اعتباراً من عام 2008 أعلنت رابطة صناعة التسجيلات عن إنهاء القضايا الفردية.
وفي حين أن خدمة نابستر استمرت لثلاث سنوات وحسب، فقد صمد تطبيق كازا لفترة أطول مقارنة بها، إلا أن الدعاوى القضائية أنهت الشركة في نهاية الأمر.

## اختلافات
كان كازا لايت نسخة معدلة غير مصرح بها لتطبيق كازا، والتي منعت كل من البرامج الإعلانية وبرامج التجسس، كما أنها قدمت خدمات أشمل بقليل. وقد أصبحت متاحة في إبريل 2002 مجانا، وفي منتصف 2005 كانت تقريبا تستخدم على نطاق واسع مثل عامل كازا نفسه. بالإضافة إلى أنها كانت متصلة بشبكة فاست تراك ذاتها، وبهذا فقد سمحت بتبادل الملفات  مستخدمي كازا كافة. وقد أنشئت من قبل مبرمجين آخرين من خلال تغيير الملف الثنائي لتطبيق كازا الأصل. وشملت الإصدارات اللاحقة من كازا لايت K++ وهي عبارة عن أداة تعديل للذاكرة والتي تزيل قيود حد البحث وتحديد «مستوى المشاركة» 1000 بأقصى حد. وتعتبر شركة شارمان أن كازا لايت يعد انتهاك صريح لحقوق التأليف والنشر. وبعد إيقاف تطوير كازا لايت، ظهر كل من K-Lite v2.6 وكازا لايت ريزركشن وكازا لايت تولز. وعلى خلاف كازا لايت، وهو تعديل لإصدار قديم من كازا يتطلب K-Lite v2.6 وما يليه ملف كي ام دي الأصل المطابق والقابل للتشغيل. ولا يحتوي كي- لايت على أي رموز من شركة  شارمن، وعوضا عن ذلك يعمل على تشغيل القابل لتنفيذ تطبيق كازا الخاص بالمستخدم في بيئة تمحي البرمجيات الخبيثة وبرامج التجسس وبرامج الإعلانات، كما يضيف ميزات. وكشف مطورو ك- لايت في نوفمبر 2004 عن ك-لايت  v2.7 والذي يتطلب كذلك برنامج كي ام دي 2.7 القابل للتشغيل.
وقد استخدمت الأنواع النظامية الأخرى قلب أقدم  (2.02)، ولذلك كان لدى ك-لايت بعض الميزات غير الموجودة في الأنواع الأخرى. اذ شمل علامات تبويب بحث متعددة وشريط أدوات مخصص، بالإضافة إلى تشغيل تلقائي ومسرع تنزيل وكذلك شاشة بداية اختيارية ومعاينة مع خيار (لعرض الملفات التي تقوم بتنزيلها حاليا) ومانع أي بي ودعم روابط ماكنت وحاجب للإعلانات. وعلى الرغم من اعتماد العملاء على 2.02، فقد أزال تلك المهام وأصدرها لطرف آخر. وكان كازا لايت تولز عبارة عن تحديث لبرنامج كازا لايت الأصل، مع تعديل على برامج الجهات الأخرى المدمجة، وتعد أحدث كما أنها تشمل المزيد من الأدوات. ظهر كازا لايت ريزركشن (كي ال ار) على الفور تقريبا من بعد توقف تطوير كازا لايت في أغسطس 2003. وقد كان نسخة من كازا لايت 2.3.3

## روابط خارجية
- "Malware prevalence in the KaZaA file-sharing network". Seungwon Shin, Jaeyeon Jung, and Hari Balakrishnan. 2006.